# Петалас
Петала́с (греч. Πεταλάς) — необитаемый остров в Ионическом море, принадлежащий Греции. Является крупнейшим островом в группе мелких необитаемых островов Эхинады у устья Ахелооса, у западного побережья исторической области Акарнания — юго-западной части Средней Греции. Наивысшая точка — гора Аспрохордос высотой 251 м над уровнем моря, севернее находится гора Еро-Петалас высотой 209 м над уровнем моря. Административно относится к сообществу Айия-Эффимия в общине Сами в периферийной единице Кефалиния.
Остров закрывает с запада одноимённую бухту. На южной оконечности острова, мысе Аспро расположен маяк. У восточной оконечности острова расположена церковь Святого Николая (Айос-Николаос).
Уильям Лик отождествлял Петалас с островом Дулихий, упоминаемым Гомером в Каталоге кораблей.
Дельта Ахелооса, лагуны Этоликон и Месолонгион, устье Эвиноса, острова Эхинады и остров Петалас входят в сеть охранных участков на территории ЕС «Натура 2000». Экосистема хотя и подверглась сильному влиянию деятельности человека, всё же имеет значительную экологическую ценность, по этой причине водно-болотные угодья включены в Рамсарскую конвенцию.
Площадь острова 1335 акров (540 га). На острове растёт около 4000 оливковых деревьев. Остров выставлен на продажу за 44,6 млн долларов США.